# Легчим
Легчим (в верховье — Восточный Легчим) — река в России, протекает в Пермском крае. Устье реки находится в 24 км по правому берегу Зырянки. Длина реки составляет 28 км.

## Притоки
(от устья)
- Бушкашер (пр)
- Ольховка (пр)
- Орловка (лв)
- Солдатов Лог (пр)
- Талажанка (пр)
- Аленка (пр)
- Березовка (лв)
- Северный Легчим (пр)

## Данные водного реестра
По данным государственного водного реестра России относится к Камскому бассейновому округу, водохозяйственный участок реки — Кама от водомерного поста у села Бондюг до города Березники, речной подбассейн реки — бассейны притоков Камы до впадения Белой. Речной бассейн реки — Кама.
Код объекта в государственном водном реестре — 10010100212111100006963.